# Турніри WTA Tier II
Турніри WTA Tier II (також Турніри WTA 2-ї категорії) — турніри Жіночої тенісної асоціації (WTA) другого (після Tier I) рівня, які проводилися в 1990-2008 роках. Протягом цих років послідовність турнірів змінювалася, оскільки турніри переносились між категоріями чи відмінялися. 
З 2009 року WTA змінила категоризацію турнірів, більшість турнірів Tier I і Tier II потрапили в Турніри WTA Premier з поділом на три підкатегорії.

## Турніри
| Турнір              | Інша назва                                                                  | Місто(а)                                                | Країна     | Покриття                               | Tier II у роках     | Відбувався          |
| Amelia Island       | Amelia Island Championships                                                 | Ponte Vedra Beach                                       | США        | Ґрунт                                  | 1990–2008           | 1980–2008           |
| Boca Raton          | Virginia Slims of Florida                                                   | Бока-Ратон (1987-92) Делрей-Біч (1993-95)               | США        | Ґрунт (1984) Тверде (1985–95)          | 1990 1993–1995      | 1984–1995           |
| Houston             | Virginia Slims of Houston                                                   | Х'юстон, Texas                                          | США        | Ґрунт                                  | 1990–1995           | 1970–1995           |
| Los Angeles         | LA Women's Tennis Championships formerly East West Bank Classic             | Мангеттен-Біч (1983-2002) Карсон (Каліфорнія) (2003-09) | США        | Тверде                                 | 1990–2008           | 1971–2008           |
| Brighton            | Brighton International                                                      | Брайтон                                                 | Англія     | Килим                                  | 1990–2000           | 1978–2000           |
| Eastbourne          | Eastbourne International раніше International Women's Open                  | Істборн                                                 | Англія     | Трава                                  | 1990–2008           | 1974–2008           |
| Hamburg             | Betty Barclay Cup                                                           | Гамбург                                                 | Німеччина  | Ґрунт                                  | 1990–2002           | 1982–1983 1987–2002 |
| Indian Wells        | Мастерс Індіан-Веллс раніше Pacific Life Open                               | Індіан-Веллс (Каліфорнія)                               | США        | Тверде                                 | 1990–1996           | 1974–2008           |
| Tokyo (Nicherei)    | Nichirei International Championships                                        | Токіо                                                   | Японія     | Килим (1990) Тверде (1991-96)          | 1990–1996           | 1990–1996           |
| Tokyo (Pan Pacific) | Toray Pan Pacific Open                                                      | Токіо                                                   | Японія     | Тверде                                 | 1990–1992           | 1984–2008           |
| Stanford            | Silicon Valley Classic                                                      | Стенфорд                                                | США        | Тверде                                 | 1990–2008           | 1971–2008           |
| Stuttgart           | Porsche Tennis Grand Prix                                                   | Фільдерштадт (1978-2005) Штутгарт (2006-2008)           | Німеччина  | Ґрунт (i)                              | 1990–2008           | 1978–2008           |
| Philadelphia        | Advanta Championships of Philadelphia раніше Virginia Slims of Philadelphia | Філадельфія                                             | США        | Килим (1991-2000) Тверде (i) (2003-05) | 1991–1992 1996–2005 | 1971–2005           |
| Chicago             | Ameritech Cup раніше Virginia Slims of Chicago                              | Чикаго                                                  | США        | Килим                                  | 1991–1997           | 1971–1997           |
| Barcelona           | Barcelona Ladies Open                                                       | Барселона (1993-95) Мадрид (1996-97)                    | Іспанія    | Ґрунт                                  | 1993–1997           | 1993–1997           |
| Paris               | Open GDF Suez                                                               | Париж                                                   | Франція    | Тверде (i)                             | 1993–2008           | 1993–2008           |
| Leipzig             | Sparkassen Cup                                                              | Лейпциг                                                 | Німеччина  | Килим                                  | 1993–2003           | 1990–2003           |
| Sydney              | Sydney International                                                        | Сідней                                                  | Австралія  | Тверде                                 | 1993–2008           | 1885–2008           |
| Madrid              | Мастерс Мадрид                                                              | Мадрид                                                  | Іспанія    | Ґрунт                                  | 1996                | 1996–2003           |
| New Haven           | Connecticut Open                                                            | Нью-Гейвен (Коннектикут)                                | США        | Тверде                                 | 1997–2008           | 1948–2008           |
| Tokyo (Princess)    | Toyota Princess Cup                                                         | Токіо                                                   | Японія     | Тверде                                 | 1997–2002           | 1997–2002           |
| Linz                | Generali Ladies Linz                                                        | Лінц                                                    | Австрія    | Тверде (i)                             | 1998–2008           | 1987–2008           |
| Scottsdale          | State Farm Women's Tennis Classic                                           | Скоттсдейл                                              | США        | Тверде                                 | 2000–2003           | 2000–2003           |
| Dubai               | Dubai Tennis Championships                                                  | Дубай (місто)                                           | ОАЕ        | Тверде                                 | 2001–2008           | 1993–2008           |
| Nice                | Internationaux de Tennis Feminin Nice                                       | Ніцца                                                   | Франція    | Килим                                  | 2001                | 2001                |
| Antwerp             | Diamond Games                                                               | Антверпен                                               | Бельгія    | Тверде (i)                             | 2002–2008           | 2002–2008           |
| Warsaw              | Warsaw Open раніше J&S Cup                                                  | Варшава                                                 | Польща     | Ґрунт                                  | 2003–2007           | 1995–2007           |
| Beijing             | China Open (теніс) раніше Beijing Salem Open                                | Пекін                                                   | КНР        | Тверде                                 | 2004–2008           | 1993–2008           |
| Doha                | Qatar Ladies Open                                                           | Доха                                                    | Катар      | Тверде                                 | 2004–2007           | 2001–2008           |
| Люксембург          | BGL Luxembourg Open                                                         | Люксембург                                              | Люксембург | Тверде (i)                             | 2005–2007           | 1996–2008           |
| Zürich              | Zurich Open                                                                 | Цюрих                                                   | Швейцарія  | Тверде (i)                             | 2008                | 1993–2008           |
| Bangalore           | Bangalore Open                                                              | Гайдарабад (2003–05) Бенгалуру (2006–2008)              | Індія      | Тверде                                 | 2008                | 2003–2008           |

## Результати

### 1990
| Турнір              | Перемога            | Поразка               | Рахунок            |
| ------------------- | ------------------- | --------------------- | ------------------ |
| Tokyo (Pan Pacific) | Штеффі Граф         | Аранча Санчес Вікаріо | 6–1, 6–2           |
| Washington          | Мартіна Навратілова | Зіна Гаррісон         | 6–1, 6–0           |
| Indian Wells        | Мартіна Навратілова | Гелена Сукова         | 6–2, 5–7, 6–1      |
| Boca Raton          | Габріела Сабатіні   | Дженніфер Капріаті    | 6–4, 7–5           |
| Amelia Island       | Штеффі Граф         | Аранча Санчес Вікаріо | 6–1, 6–0           |
| Hamburg             | Штеффі Граф         | Аранча Санчес Вікаріо | 5–7, 6–0, 6–1      |
| Eastbourne          | Мартіна Навратілова | Гретхен Магерс        | 6–0, 6–2           |
| Los Angeles         | Моніка Селеш        | Мартіна Навратілова   | 6–4, 3–6, 7–6(8–6) |
| Tokyo (Nichirei)    | Мері Джо Фернандес  | Емі Фрейзер           | 3–6, 6–2, 6–3      |
| Zurich              | Штеффі Граф         | Габріела Сабатіні     | 6–3, 6–2           |
| Filderstadt         | Мері Джо Фернандес  | Барбара Паулюс        | 6–1, 6–3           |
| Brighton            | Штеффі Граф         | Гелена Сукова         | 7–5, 6–3           |
| Oakland             | Моніка Селеш        | Мартіна Навратілова   | 6–3, 7–6(7–5)      |
| Worcester           | Штеффі Граф         | Габріела Сабатіні     | 7–6, 6–3           |

### 1991
| Турнір              | Перемога              | Поразка               | Рахунок            |
| ------------------- | --------------------- | --------------------- | ------------------ |
| Tokyo (Pan Pacific) | Габріела Сабатіні     | Мартіна Навратілова   | 2–6, 6–2, 6–4      |
| Chicago             | Мартіна Навратілова   | Зіна Гаррісон         | 6–1, 6–2           |
| Palm Springs        | Мартіна Навратілова   | Моніка Селеш          | 6–2, 7–6(8–6)      |
| Amelia Island       | Габріела Сабатіні     | Штеффі Граф           | 7–5, 7–6(7–3)      |
| Houston             | Моніка Селеш          | Мері Джо Фернандес    | 6–4, 6–3           |
| Hamburg             | Штеффі Граф           | Моніка Селеш          | 7–5, 6–7(4–7), 6–3 |
| Eastbourne          | Мартіна Навратілова   | Аранча Санчес Вікаріо | 6–4, 6–4           |
| Los Angeles         | Моніка Селеш          | Дате-Крумм Кіміко     | 6–3, 6–1           |
| Washington          | Аранча Санчес Вікаріо | Катарина Малеєва      | 6–1, 5–7, 6–4      |
| Tokyo (Nichirei)    | Моніка Селеш          | Мері Джо Фернандес    | 6–1, 6–1           |
| Zurich              | Штеффі Граф           | Наталі Тозья          | 6–4, 6–4           |
| Filderstadt         | Анке Губер            | Мартіна Навратілова   | 2–6, 6–2, 7–6(7–4) |
| Brighton            | Штеффі Граф           | Зіна Гаррісон         | 5–7, 6–4, 6–1      |
| Oakland             | Мартіна Навратілова   | Моніка Селеш          | 6–3, 3–6, 6–3      |
| Philadelphia        | Моніка Селеш          | Дженніфер Капріаті    | 7–5, 6–1           |

### 1992
| Турнір              | Перемога            | Поразка               | Рахунок            |
| ------------------- | ------------------- | --------------------- | ------------------ |
| Tokyo (Pan Pacific) | Габріела Сабатіні   | Мартіна Навратілова   | 6–2, 4–6, 6–2      |
| Essen               | Моніка Селеш        | Мері Джо Фернандес    | 6–0, 6–3           |
| Chicago             | Мартіна Навратілова | Яна Новотна           | 7–6(7–4), 4–6, 7–5 |
| Indian Wells        | Моніка Селеш        | Кончіта Мартінес      | 6–3, 6–1           |
| Amelia Island       | Габріела Сабатіні   | Штеффі Граф           | 6–2, 1–6, 6–3      |
| Houston             | Моніка Селеш        | Зіна Гаррісон         | 6–4, 6–3           |
| Hamburg             | Штеффі Граф         | Аранча Санчес Вікаріо | 7–6(7–5), 6–2      |
| Eastbourne          | Лорі Макніл         | Лінда Гарві-Вілд      | 6–4, 6–4           |
| Los Angeles         | Мартіна Навратілова | Моніка Селеш          | 6–4, 6–2           |
| Tokyo (Nichirei)    | Моніка Селеш        | Габріела Сабатіні     | 6–2, 6–0           |
| Zurich              | Штеффі Граф         | Мартіна Навратілова   | 2–6, 7–5, 7–5      |
| Filderstadt         | Мартіна Навратілова | Габріела Сабатіні     | 7–6(7–1), 6–3      |
| Brighton            | Штеффі Граф         | Яна Новотна           | 4–6, 6–4, 7–6(7–3) |
| Oakland             | Моніка Селеш        | Мартіна Навратілова   | 6–3, 6–4           |
| Philadelphia        | Штеффі Граф         | Аранча Санчес Вікаріо | 6–3, 3–6, 6–1      |

### 1993
| Турнір            | Перемога              | Поразка               | Рахунок            |
| ----------------- | --------------------- | --------------------- | ------------------ |
| Sydney            | Дженніфер Капріаті    | Анке Губер            | 6–1, 6–4           |
| Chicago           | Моніка Селеш          | Мартіна Навратілова   | 3–6, 6–2, 6–1      |
| Paris             | Мартіна Навратілова   | Моніка Селеш          | 6–3, 4–6, 7–6(7–3) |
| Indian Wells      | Мері Джо Фернандес    | Аманда Кетцер         | 3–6, 6–1, 7–6(8–6) |
| Delray Beach      | Штеффі Граф           | Аранча Санчес Вікаріо | 6–4, 6–3           |
| Houston           | Кончіта Мартінес      | Забіне Гак            | 6–3, 6–2           |
| Amelia Island     | Аранча Санчес Вікаріо | Габріела Сабатіні     | 6–2, 5–7, 6–2      |
| Barcelona         | Аранча Санчес Вікаріо | Кончіта Мартінес      | 6–1, 6–4           |
| Hamburg           | Аранча Санчес Вікаріо | Штеффі Граф           | 6–3, 6–3           |
| Eastbourne        | Мартіна Навратілова   | Міріам Ореманс        | 2–6, 6–2, 6–3      |
| Stratton Mountain | Кончіта Мартінес      | Зіна Гаррісон         | 6–3, 6–2           |
| San Diego         | Штеффі Граф           | Аранча Санчес Вікаріо | 6–4, 4–6, 6–1      |
| Los Angeles       | Мартіна Навратілова   | Аранча Санчес Вікаріо | 7–5, 7–6(7–4)      |
| Tokyo (Nichirei)  | Аманда Кетцер         | Дате-Крумм Кіміко     | 6–3, 6–2           |
| Leipzig           | Штеффі Граф           | Яна Новотна           | 6–2, 6–0           |
| Filderstadt       | Марі П'єрс            | Наташа Звєрєва        | 6–3, 6–3           |
| Brighton          | Яна Новотна           | Анке Губер            | 6–2, 6–4,          |
| Essen             | Наталія Медведєва     | Кончіта Мартінес      | 6–7(4–7), 7–5, 6–4 |
| Oakland           | Мартіна Навратілова   | Зіна Гаррісон         | 6–2, 7–6(7–1)      |

### 1994
| Турнір            | Перемога              | Поразка               | Рахунок                 |
| ----------------- | --------------------- | --------------------- | ----------------------- |
| Sydney            | Дате-Крумм Кіміко     | Мері Джо Фернандес    | 6–4, 6–2                |
| Chicago           | Наташа Звєрєва        | Чанда Рубін           | 6–3, 7–5                |
| Paris             | Мартіна Навратілова   | Жулі Алар-Декюжі      | 7–5, 6–3                |
| Indian Wells      | Штеффі Граф           | Аманда Кетцер         | 6–0, 6–4                |
| Delray Beach      | Штеффі Граф           | Аранча Санчес Вікаріо | 6–3, 7–5                |
| Houston           | Забіне Гак            | Марі П'єрс            | 7–5, 6–4                |
| Amelia Island     | Аранча Санчес Вікаріо | Габріела Сабатіні     | 6–1, 6–4                |
| Barcelona         | Аранча Санчес Вікаріо | Іва Майолі            | 6–0, 6–2                |
| Hamburg           | Аранча Санчес Вікаріо | Штеффі Граф           | 4–6, 7–6(7–3), 7–6(8–6) |
| Eastbourne        | Мередіт Макґрат       | Лінда Гарві-Вілд      | 6–2, 6–4                |
| Stratton Mountain | Кончіта Мартінес      | Аранча Санчес Вікаріо | 4–6, 6–3, 6–4           |
| San Diego         | Штеффі Граф           | Аранча Санчес Вікаріо | 6–2, 6–1                |
| Los Angeles       | Емі Фрейзер           | Енн Гроссман          | 6–1, 6–3                |
| Tokyo (Nichirei)  | Аранча Санчес Вікаріо | Емі Фрейзер           | 6–1, 6–2                |
| Leipzig           | Яна Новотна           | Марі П'єрс            | 7–5, 6–1                |
| Filderstadt       | Анке Губер            | Марі П'єрс            | 6–4, 6–2                |
| Brighton          | Яна Новотна           | Гелена Сукова         | 6–7(4–7), 6–3, 6–4      |
| Essen             | Яна Новотна           | Іва Майолі            | 6–2, 6–4                |
| Oakland           | Аранча Санчес Вікаріо | Мартіна Навратілова   | 1–6, 7–6(7–5), 7–6(7–3) |

### 1995
| Турнір           | Перемога              | Поразка               | Рахунок       |
| ---------------- | --------------------- | --------------------- | ------------- |
| Sydney           | Габріела Сабатіні     | Ліндсі Девенпорт      | 6–3, 6–4      |
| Chicago          | Магдалена Малеєва     | Ліза Реймонд          | 7–5, 7–6(7–2) |
| Paris            | Штеффі Граф           | Марі П'єрс            | 6–2, 6–2      |
| Indian Wells     | Мері Джо Фернандес    | Наташа Звєрєва        | 6–4, 6–3      |
| Delray Beach     | Штеффі Граф           | Кончіта Мартінес      | 6–2, 6–4      |
| Amelia Island    | Кончіта Мартінес      | Габріела Сабатіні     | 6–1, 6–4      |
| Houston          | Штеффі Граф           | Оса Свенссон          | 6–1, 6–1      |
| Barcelona        | Аранча Санчес Вікаріо | Іва Майолі            | 5–7, 6–0, 6–2 |
| Hamburg          | Кончіта Мартінес      | Мартіна Хінгіс        | 6–1, 6–0      |
| Eastbourne       | Наталі Тозья          | Чанда Рубін           | 3–6, 6–0, 7–5 |
| San Diego        | Кончіта Мартінес      | Ліза Реймонд          | 6–2, 6–0      |
| Los Angeles      | Кончіта Мартінес      | Чанда Рубін           | 4–6, 6–1, 6–3 |
| Tokyo (Nichirei) | Марі П'єрс            | Аранча Санчес Вікаріо | 6–3, 6–3      |
| Leipzig          | Анке Губер            | Магдалена Малеєва     | Walkover      |
| Filderstadt      | Іва Майолі            | Габріела Сабатіні     | 6–4, 7–6(7–4) |
| Brighton         | Мері Джо Фернандес    | Аманда Кетцер         | 6–4, 7–5      |
| Oakland          | Магдалена Малеєва     | Суґіяма Ай            | 6–3, 6–4      |

### 1996
| Турнір           | Перемога              | Поразка               | Рахунок             |
| ---------------- | --------------------- | --------------------- | ------------------- |
| Sydney           | Моніка Селеш          | Ліндсі Девенпорт      | 4–6, 7–6, 6–3       |
| Paris            | Жулі Алар-Декюжі      | Іва Майолі            | 7–5, 7–6(7–4)       |
| Essen            | Іва Майолі            | Яна Новотна           | 7–5, 1–6, 7–6(8–6)  |
| Indian Wells     | Штеффі Граф           | Кончіта Мартінес      | 7–6(7–5), 7–6(7–5)  |
| Amelia Island    | Іріна Спирля          | Марі П'єрс            | 6–7(9–11), 6–4, 6–3 |
| Hamburg          | Аранча Санчес Вікаріо | Кончіта Мартінес      | 4–6, 7–6, 6–0       |
| Madrid           | Яна Новотна           | Магдалена Малеєва     | 4–6, 6–4, 6–3       |
| Eastbourne       | Моніка Селеш          | Мері Джо Фернандес    | 6–0, 6–2            |
| Los Angeles      | Ліндсі Девенпорт      | Анке Губер            | 6–2, 6–3            |
| San Diego        | Дате-Крумм Кіміко     | Аранча Санчес Вікаріо | 3–6, 6–3, 6–0       |
| Tokyo (Nichirei) | Моніка Селеш          | Аранча Санчес Вікаріо | 6–1, 6–4            |
| Leipzig          | Анке Губер            | Іва Майолі            | 5–7, 6–3, 6–1       |
| Filderstadt      | Мартіна Хінгіс        | Анке Губер            | 6–2, 3–6, 6–3       |
| Chicago          | Яна Новотна           | Дженніфер Капріаті    | 6–4, 3–6, 6–1       |
| Oakland          | Мартіна Хінгіс        | Моніка Селеш          | 6–2, 6–0            |
| Philadelphia     | Яна Новотна           | Штеффі Граф           | 6–4, Ret.           |

### 1997
| Турнір         | Перемога                  | Поразка               | Рахунок            |
| -------------- | ------------------------- | --------------------- | ------------------ |
| Sydney         | Мартіна Хінгіс            | Дженніфер Капріаті    | 6–1, 5–7, 6–1      |
| Paris          | Мартіна Хінгіс            | Анке Губер            | 6–3, 3–6, 6–3      |
| Hanover        | Іва Майолі                | Яна Новотна           | 4–6, 7–6(7–2), 6–4 |
| Amelia Island  | Ліндсі Девенпорт          | Марі П'єрс            | 6–2, 6–3           |
| Hamburg        | Іва Майолі                | Руксандра Драгомір    | 6–3, 6–2           |
| Eastbourne     | Відмінений з приводу дощу |                       |                    |
| Stanford       | Мартіна Хінгіс            | Кончіта Мартінес      | 6–0, 6–2           |
| San Diego      | Мартіна Хінгіс            | Моніка Селеш          | 7–6(7–4), 6–4      |
| Los Angeles    | Моніка Селеш              | Ліндсі Девенпорт      | 5–7, 7–5, 6–4      |
| Atlanta        | Ліндсі Девенпорт          | Сандрін Тестю         | 6–4, 6–1           |
| Tokyo (Toyota) | Моніка Селеш              | Аранча Санчес Вікаріо | 6–1, 3–6, 7–6(7–5) |
| Leipzig        | Яна Новотна               | Аманда Кетцер         | 6–2, 4–6, 6–3      |
| Filderstadt    | Мартіна Хінгіс            | Ліза Реймонд          | 6–4, 6–2           |
| Chicago        | Ліндсі Девенпорт          | Наталі Тозья          | 6–0, 7–5           |
| Philadelphia   | Мартіна Хінгіс            | Ліндсі Девенпорт      | 4–6, 6–3, 6–4      |

### 1998
| Турнір         | Перемога              | Поразка               | Рахунок             |
| -------------- | --------------------- | --------------------- | ------------------- |
| Sydney         | Аранча Санчес Вікаріо | Вінус Вільямс         | 6–1, 6–3            |
| Paris          | Марі П'єрс            | Домінік Монамі        | 6–3, 7–5            |
| Hanover        | Патті Шнідер          | Яна Новотна           | 6–0, 2–6, 7–5       |
| Linz           | Яна Новотна           | Домінік Монамі        | 6–1, 7–6(7–2)       |
| Amelia Island  | Марі П'єрс            | Кончіта Мартінес      | 6–7(8-10), 6–0, 6–2 |
| Hamburg        | Мартіна Хінгіс        | Яна Новотна           | 6–3, 7–5            |
| Eastbourne     | Яна Новотна           | Аранча Санчес Вікаріо | 6–1, 7–5            |
| Stanford       | Ліндсі Девенпорт      | Вінус Вільямс         | 6–4, 5–7, 6–4       |
| San Diego      | Ліндсі Девенпорт      | Марі П'єрс            | 6–3, 6–1            |
| Los Angeles    | Ліндсі Девенпорт      | Мартіна Хінгіс        | 4–6, 6–4, 6–3       |
| New Haven      | Штеффі Граф           | Яна Новотна           | 6–4, 6–1            |
| Tokyo (Toyota) | Моніка Селеш          | Аранча Санчес Вікаріо | 4–6, 6–3, 6–4       |
| Filderstadt    | Сандрін Тестю         | Ліндсі Девенпорт      | 7–5, 6–3            |
| Leipzig        | Штеффі Граф           | Наталі Тозья          | 6–3, 6–4            |
| Philadelphia   | Штеффі Граф           | Ліндсі Девенпорт      | 4–6, 6–3, 6–4       |

### 1999
| Турнір         | Перемога         | Поразка            | Рахунок            |
| -------------- | ---------------- | ------------------ | ------------------ |
| Sydney         | Ліндсі Девенпорт | Мартіна Хінгіс     | 6–4, 6–3           |
| Hanover        | Яна Новотна      | Вінус Вільямс      | 6–4, 6–4           |
| Paris          | Серена Вільямс   | Амелі Моресмо      | 6–2, 3–6, 7–6(7–4) |
| Amelia Island  | Моніка Селеш     | Руксандра Драгомір | 6–2, 6–3           |
| Hamburg        | Вінус Вільямс    | Марі П'єрс         | 6–0, 6–3           |
| Eastbourne     | Наташа Звєрєва   | Наталі Тозья       | 0–6, 7–5, 6–3      |
| Stanford       | Ліндсі Девенпорт | Вінус Вільямс      | 7–6(7–1), 6–2      |
| San Diego      | Мартіна Хінгіс   | Вінус Вільямс      | 6–4, 6–0           |
| Los Angeles    | Серена Вільямс   | Жулі Алар-Декюжі   | 6–1, 6–4           |
| New Haven      | Вінус Вільямс    | Ліндсі Девенпорт   | 6–2, 7–5           |
| Tokyo (Toyota) | Ліндсі Девенпорт | Моніка Селеш       | 7–5, 6–1           |
| Filderstadt    | Мартіна Хінгіс   | Марі П'єрс         | 6–4, 6–1           |
| Linz           | Марі П'єрс       | Сандрін Тестю      | 7–6(7–2), 6–1      |
| Leipzig        | Наталі Тозья     | Квета Пешке        | 7–6(8–6), 4–6, 6–4 |
| Philadelphia   | Ліндсі Девенпорт | Мартіна Хінгіс     | 6–3, 6–4           |

### 2000
| Турнір         | Перемога                  | Поразка               | Рахунок            |
| -------------- | ------------------------- | --------------------- | ------------------ |
| Sydney         | Амелі Моресмо             | Ліндсі Девенпорт      | 7–6(7–2), 6–4      |
| Paris          | Наталі Тозья              | Серена Вільямс        | 7–5, 6–2           |
| Hanover        | Серена Вільямс            | Деніса Хладкова       | 6–1, 6–1           |
| Scottsdale     | Відмінений з приводу дощу |                       |                    |
| Amelia Island  | Моніка Селеш              | Кончіта Мартінес      | 6–3, 6–2           |
| Hamburg        | Мартіна Хінгіс            | Аранча Санчес Вікаріо | 6–3, 6–3           |
| Eastbourne     | Жулі Алар-Декюжі          | Домінік Монамі        | 7–6(7–4), 6–4      |
| Stanford       | Вінус Вільямс             | Ліндсі Девенпорт      | 6–1, 6–4           |
| San Diego      | Вінус Вільямс             | Моніка Селеш          | 6–0, 6–7(3–7), 6–3 |
| Los Angeles    | Серена Вільямс            | Ліндсі Девенпорт      | 4–6, 6–4, 7–6(7–1) |
| New Haven      | Вінус Вільямс             | Моніка Селеш          | 6–2, 6–4           |
| Tokyo (Toyota) | Серена Вільямс            | Жулі Алар-Декюжі      | 7–5, 6–1           |
| Filderstadt    | Мартіна Хінгіс            | Кім Клейстерс         | 6–0, 6–3           |
| Linz           | Ліндсі Девенпорт          | Вінус Вільямс         | 6–4, 3–6, 6–2      |
| Leipzig        | Кім Клейстерс             | Олена Лиховцева       | 7–6(8–6), 4–6, 6–4 |
| Philadelphia   | Ліндсі Девенпорт          | Мартіна Хінгіс        | 7–6(9–7), 6–4      |

### 2001
| Турнір         | Перемога         | Поразка               | Рахунок            |
| -------------- | ---------------- | --------------------- | ------------------ |
| Sydney         | Мартіна Хінгіс   | Ліндсі Девенпорт      | 6–3, 4–6, 7–5      |
| Paris          | Амелі Моресмо    | Анке Губер            | 7–6(7–2), 6–1      |
| Nice           | Амелі Моресмо    | Магдалена Малеєва     | 6–2, 6–0           |
| Dubai          | Мартіна Хінгіс   | Наталі Тозья          | 6–4, 6–4           |
| Scottsdale     | Ліндсі Девенпорт | Меган Шонессі         | 6–2, 6–3           |
| Amelia Island  | Амелі Моресмо    | Аманда Кетцер         | 6–4, 7–5           |
| Hamburg        | Вінус Вільямс    | Меган Шонессі         | 6–3, 6–0           |
| Eastbourne     | Ліндсі Девенпорт | Магі Серна            | 6–2, 6–0           |
| Stanford       | Кім Клейстерс    | Ліндсі Девенпорт      | 6–4, 6–7(5–7), 6–1 |
| San Diego      | Вінус Вільямс    | Моніка Селеш          | 6–2, 6–3           |
| Los Angeles    | Ліндсі Девенпорт | Моніка Селеш          | 6–3, 7–5           |
| New Haven      | Вінус Вільямс    | Ліндсі Девенпорт      | 7–6(8–6), 6–4      |
| Bahia          | Моніка Селеш     | Єлена Докич           | 6–3, 6–3           |
| Tokyo (Toyota) | Єлена Докич      | Аранча Санчес Вікаріо | 6–4, 6–2           |
| Leipzig        | Кім Клейстерс    | Магдалена Малеєва     | 6–1, 6–1           |
| Filderstadt    | Ліндсі Девенпорт | Жустін Енен           | 7–5, 6–4           |
| Linz           | Ліндсі Девенпорт | Єлена Докич           | 6–4, 6–1           |

### 2002
| Турнір         | Перемога          | Поразка              | Рахунок            |
| -------------- | ----------------- | -------------------- | ------------------ |
| Sydney         | Мартіна Хінгіс    | Меган Шонессі        | 6–2, 6–3           |
| Paris          | Вінус Вільямс     | Єлена Докич          | Walkover           |
| Antwerp        | Вінус Вільямс     | Жустін Енен          | 6–3, 5–7, 6–3      |
| Dubai          | Амелі Моресмо     | Сандрін Тестю        | 6–4, 7–6(7–3)      |
| Scottsdale     | Серена Вільямс    | Дженніфер Капріаті   | 6–2, 4–6, 6–4      |
| Amelia Island  | Вінус Вільямс     | Жустін Енен          | 2–6, 7–5, 7–6(7–5) |
| Hamburg        | Кім Клейстерс     | Вінус Вільямс        | 1–6, 6–3, 6–4      |
| Eastbourne     | Чанда Рубін       | Анастасія Мискіна    | 6–1, 6–3           |
| Stanford       | Вінус Вільямс     | Кім Клейстерс        | 6–3, 6–3           |
| San Diego      | Вінус Вільямс     | Єлена Докич          | 6–2, 6–2           |
| Los Angeles    | Чанда Рубін       | Ліндсі Девенпорт     | 5–7, 7–6(7–5), 6–3 |
| New Haven      | Вінус Вільямс     | Ліндсі Девенпорт     | 7–5, 6–0           |
| Bahia          | Анастасія Мискіна | Елені Даніліду       | 6–3, 0–6, 6–2      |
| Tokyo (Toyota) | Серена Вільямс    | Кім Клейстерс        | 2–6, 6–3, 6–3      |
| Leipzig        | Серена Вільямс    | Анастасія Мискіна    | 6–3, 6–2           |
| Filderstadt    | Кім Клейстерс     | Даніела Гантухова    | 4–6, 6–3, 6–4      |
| Linz           | Жустін Енен       | Александра Стівенсон | 6–3, 6–0           |

### 2003
| Турнір        | Перемога           | Поразка            | Рахунок                 |
| ------------- | ------------------ | ------------------ | ----------------------- |
| Sydney        | Кім Клейстерс      | Ліндсі Девенпорт   | 6–7(5–7), 6–4, 7–5      |
| Paris         | Серена Вільямс     | Амелі Моресмо      | 6–3, 6–2                |
| Antwerp       | Вінус Вільямс      | Кім Клейстерс      | 6–2, 6–4                |
| Dubai         | Жустін Енен        | Моніка Селеш       | 4–6, 7–6(7–4), 7–5      |
| Scottsdale    | Суґіяма Ай         | Кім Клейстерс      | 3–6, 7–5, 6–4           |
| Amelia Island | Олена Дементьєва   | Ліндсі Девенпорт   | 4–6, 7–5, 6–3           |
| Warsaw        | Амелі Моресмо      | Вінус Вільямс      | 6–7(6–8), 6–0, 3–0 Ret. |
| Eastbourne    | Чанда Рубін        | Кончіта Мартінес   | 6–4, 3–6, 6–4           |
| Stanford      | Кім Клейстерс      | Дженніфер Капріаті | 4–6, 6–4, 6–2           |
| San Diego     | Жустін Енен        | Кім Клейстерс      | 3–6, 6–2, 6–3           |
| Los Angeles   | Кім Клейстерс      | Ліндсі Девенпорт   | 6–1, 3–6, 6–1           |
| New Haven     | Дженніфер Капріаті | Ліндсі Девенпорт   | 6–2, 4–0 Ret.           |
| Shanghai      | Олена Дементьєва   | Чанда Рубін        | 6–3, 7–6(8–6)           |
| Leipzig       | Анастасія Мискіна  | Жустін Енен        | 3–6, 6–3, 6–3           |
| Filderstadt   | Кім Клейстерс      | Жустін Енен        | 5–7, 6–4, 6–2           |
| Linz          | Суґіяма Ай         | Надія Петрова      | 7–5, 6–4                |
| Philadelphia  | Амелі Моресмо      | Анастасія Мискіна  | 5–7, 6–0, 6–2           |

### 2004
| Турнір                  | Перемога           | Поразка             | Рахунок                 |
| ----------------------- | ------------------ | ------------------- | ----------------------- |
| Sydney                  | Жустін Енен        | Амелі Моресмо       | 6–4, 6–4                |
| Paris                   | Кім Клейстерс      | Марі П'єрс          | 6–2, 6–1                |
| Antwerp                 | Кім Клейстерс      | Сільвія Фаріна-Елія | 6–3, 6–0                |
| Dubai                   | Жустін Енен        | Світлана Кузнецова  | 7–6(7–3), 6–3           |
| Doha                    | Анастасія Мискіна  | Світлана Кузнецова  | 4–6, 6–4, 6–4           |
| Amelia Island           | Ліндсі Девенпорт   | Амелі Моресмо       | 6–4, 6–4                |
| Warsaw                  | Вінус Вільямс      | Світлана Кузнецова  | 6–1, 6–4                |
| Eastbourne              | Світлана Кузнецова | Даніела Гантухова   | 2–6, 7–6(7–2), 6–4      |
| Stanford                | Ліндсі Девенпорт   | Вінус Вільямс       | 7–6(7–4), 5–7, 7–6(7–4) |
| Los Angeles             | Ліндсі Девенпорт   | Серена Вільямс      | 6–1, 6–3                |
| New Haven               | Олена Бовіна       | Наталі Деші         | 6–2, 2–6, 7–5           |
| Beijing                 | Серена Вільямс     | Світлана Кузнецова  | 4–6, 7–5, 6–4           |
| Stuttgart (Filderstadt) | Ліндсі Девенпорт   | Амелі Моресмо       | 6–2, Ret.               |
| Linz                    | Амелі Моресмо      | Олена Бовіна        | 6–2, 6–0                |
| Philadelphia            | Амелі Моресмо      | Віра Звонарьова     | 3–6, 6–2, 6–2           |

### 2005
| Турнір        | Перемога         | Поразка              | Рахунок            |
| ------------- | ---------------- | -------------------- | ------------------ |
| Sydney        | Алісія Молік     | Саманта Стосур       | 6–7(5–7), 6–4, 7–5 |
| Paris         | Дінара Сафіна    | Амелі Моресмо        | 6–4, 2–6, 6–3      |
| Antwerp       | Амелі Моресмо    | Вінус Вільямс        | 4–6, 7–5, 6–4      |
| Doha          | Марія Шарапова   | Алісія Молік         | 4–6, 6–1, 6–4      |
| Dubai         | Ліндсі Девенпорт | Єлена Янкович        | 7–5, 7–5           |
| Amelia Island | Ліндсі Девенпорт | Сільвія Фаріна-Елія  | 7–5, 7–5           |
| Warsaw        | Жустін Енен      | Світлана Кузнецова   | 3–6, 6–2, 7–5      |
| Eastbourne    | Кім Клейстерс    | Віра Душевіна        | 7–5, 6–0           |
| Stanford      | Кім Клейстерс    | Вінус Вільямс        | 7–5, 6–2           |
| Los Angeles   | Кім Клейстерс    | Даніела Гантухова    | 6–4, 6–1           |
| New Haven     | Ліндсі Девенпорт | Амелі Моресмо        | 6–4, 6–4           |
| Beijing       | Марія Кириленко  | Анна-Лена Гренефельд | 6–3, 6–4           |
| Люксембург    | Кім Клейстерс    | Анна-Лена Гренефельд | 6–2, 6–4           |
| Stuttgart     | Ліндсі Девенпорт | Амелі Моресмо        | 6–2, 6–4           |
| Linz          | Надія Петрова    | Патті Шнідер         | 4–6, 6–3, 6–1      |
| Philadelphia  | Амелі Моресмо    | Олена Дементьєва     | 7–5, 2–6, 7–5      |

### 2006
| Турнір        | Перемога           | Поразка            | Рахунок            |
| ------------- | ------------------ | ------------------ | ------------------ |
| Sydney        | Жустін Енен        | Франческа Ск'явоне | 4–6, 4–6, 7–5      |
| Paris         | Амелі Моресмо      | Марі П'єрс         | 6–1, 7–6(7–2)      |
| Antwerp       | Амелі Моресмо      | Кім Клейстерс      | 3–6, 6–3, 6–3      |
| Dubai         | Жустін Енен        | Марія Шарапова     | 7–5, 6–2           |
| Doha          | Надія Петрова      | Амелі Моресмо      | 6–3, 7–5           |
| Amelia Island | Надія Петрова      | Франческа Ск'явоне | 6–4, 6–4           |
| Warsaw        | Кім Клейстерс      | Світлана Кузнецова | 7–5, 6–2           |
| Eastbourne    | Жустін Енен        | Анастасія Мискіна  | 4–6, 6–1, 7–6(7–5) |
| Stanford      | Кім Клейстерс      | Патті Шнідер       | 6–4, 6–2           |
| Los Angeles   | Олена Дементьєва   | Єлена Янкович      | 6–3, 4–6, 6–4      |
| New Haven     | Жустін Енен        | Ліндсі Девенпорт   | 6–1, 1–0 Ret.      |
| Beijing       | Світлана Кузнецова | Амелі Моресмо      | 6–4, 6–0           |
| Люксембург    | Альона Бондаренко  | Франческа Ск'явоне | 6–3, 6–2           |
| Stuttgart     | Надія Петрова      | Татьяна Головін    | 6–3, 7–6(7–4)      |
| Linz          | Марія Шарапова     | Надія Петрова      | 7–5, 6–2           |

### 2007
| Турнір        | Перемога           | Поразка            | Рахунок                 |
| ------------- | ------------------ | ------------------ | ----------------------- |
| Sydney        | Кім Клейстерс      | Єлена Янкович      | 4–6, 7–6(7–1), 6–4      |
| Paris         | Надія Петрова      | Луціє Шафарова     | 4–6, 6–1, 6–4           |
| Antwerp       | Амелі Моресмо      | Кім Клейстерс      | 6–4, 7–6(7–4)           |
| Dubai         | Жустін Енен        | Амелі Моресмо      | 6–4, 7–5                |
| Doha          | Жустін Енен        | Світлана Кузнецова | 6–4, 6–2                |
| Amelia Island | Татьяна Головін    | Надія Петрова      | 6–2, 6–1                |
| Warsaw        | Жустін Енен        | Альона Бондаренко  | 6–1, 6–3                |
| Eastbourne    | Жустін Енен        | Амелі Моресмо      | 7–5, 6–7(4–7), 7–6(7–2) |
| Stanford      | Анна Чакветадзе    | Саня Мірза         | 6–3, 6–2                |
| Los Angeles   | Ана Іванович       | Надія Петрова      | 7–5, 6–4                |
| New Haven     | Світлана Кузнецова | Агнеш Савай        | 4–6, 3–0 Ret.           |
| Beijing       | Агнеш Савай        | Єлена Янкович      | 6–7(7–9), 7–5, 6–2      |
| Люксембург    | Ана Іванович       | Даніела Гантухова  | 3–6, 6–4, 6–4           |
| Stuttgart     | Жустін Енен        | Татьяна Головін    | 2–6, 6–2, 6–1           |
| Linz          | Даніела Гантухова  | Патті Шнідер       | 6–4, 6–2                |

### 2008
| Турнір        | Перемога           | Поразка            | Рахунок              |
| ------------- | ------------------ | ------------------ | -------------------- |
| Sydney        | Жустін Енен        | Світлана Кузнецова | 4–6, 6–2, 6–4        |
| Paris         | Анна Чакветадзе    | Агнеш Савай        | 6–3, 2–6, 6–2        |
| Antwerp       | Жустін Енен        | Карін Кнапп        | 6–3, 6–3             |
| Dubai         | Олена Дементьєва   | Світлана Кузнецова | 4–6, 6–3, 6–2        |
| Bangalore     | Серена Вільямс     | Патті Шнідер       | 7–5, 6–3             |
| Amelia Island | Марія Шарапова     | Домініка Цібулкова | 7–6(9–7), 6–3        |
| Eastbourne    | Агнешка Радванська | Надія Петрова      | 6–4, 6–7(11–13), 6–4 |
| Stanford      | Александра Возняк  | Маріон Бартолі     | 7–5, 6–3             |
| Los Angeles   | Дінара Сафіна      | Флавія Пеннетта    | 6–4, 6–2             |
| New Haven     | Каролін Возняцкі   | Анна Чакветадзе    | 3–6, 6–4, 6–1        |
| Beijing       | Єлена Янкович      | Світлана Кузнецова | 6–3, 6–2             |
| Stuttgart     | Єлена Янкович      | Надія Петрова      | 6–4, 6–3             |
| Zurich        | Вінус Вільямс      | Флавія Пеннетта    | 6–4, 6–4             |
| Linz          | Ана Іванович       | Віра Звонарьова    | 6–2, 6–1             |